# 大代谷川
大代谷川（おおしろたにがわ）は、徳島県鳴門市を流れる吉野川水系の河川である。

## 地理
鳴門市大津町大代の天円山に水源があり、大津町大代内を南に貫流して板野郡松茂町との境界の大谷川下流で合流する。中流部で新池川と分流。沿岸の傾斜地に梨園が展開する。
流域には大代谷遺跡や大代古墳がある。

## 橋梁
- 大代谷川Dランプ橋
- 薬師橋

## 流域の主な施設
- 鳴門市大津西小学校
- 吉野川バイパス
- 大代古墳
- 勝福寺

## 流域の自治体
徳島県
鳴門市